# Nyctemera candidissima
Nyctemera candidissima là một loài bướm đêm thuộc phân họ Arctiinae, họ Erebidae.